# Neyshabur (shahrestan)
Neyshabur (persiska: نيشابور), eller Shahrestan-e Neyshabur (شهرستان نيشابور), är en delprovins (shahrestan) i Iran.   Den ligger i provinsen Razavikhorasan, i den nordöstra delen av landet, 700 km öster om huvudstaden Teheran.
Delprovinsen hade 451 780 invånare 2016.